# Potez 50
Le Potez 50  est un biplan monomoteur français construit en 1931, dérivé du Potez 25.

## Historique
Le Potez 50 est construit par la société des Aéroplanes Henry Potez. Il consiste en une modernisation du Potez 25, par l'adoption d'un nouveau profil d'aile, d'une motorisation plus puissante (550 à 840 ch), d'une instrumentation renouvelée, d'un habitacle redessiné et d'une aérodynamique améliorée. Contrairement à son prédécesseur, cet avion ne connaît pas de succès commercial.
Il sert toutefois de base à différents modèles, pour des versions de record de vitesse, d'altitude ou d'essai moteur.

Gustave Lemoine remporte à bord du Potez 502 n°1 l'épreuve de vitesse sur 500 km le 16 septembre 1932 et sur 1 000 km le 8 mars 1933.

Le Potez 506 permet d'établir trois records mondiaux d'altitude :
- Gustave Lemoine s'élève à 13 661 m le 28 septembre 1933,
- Maryse Hilsz[7] à 14 310 m le 23 juin 1936
- et Georges Détré[8] à 14 843 m le 14 août 1936.

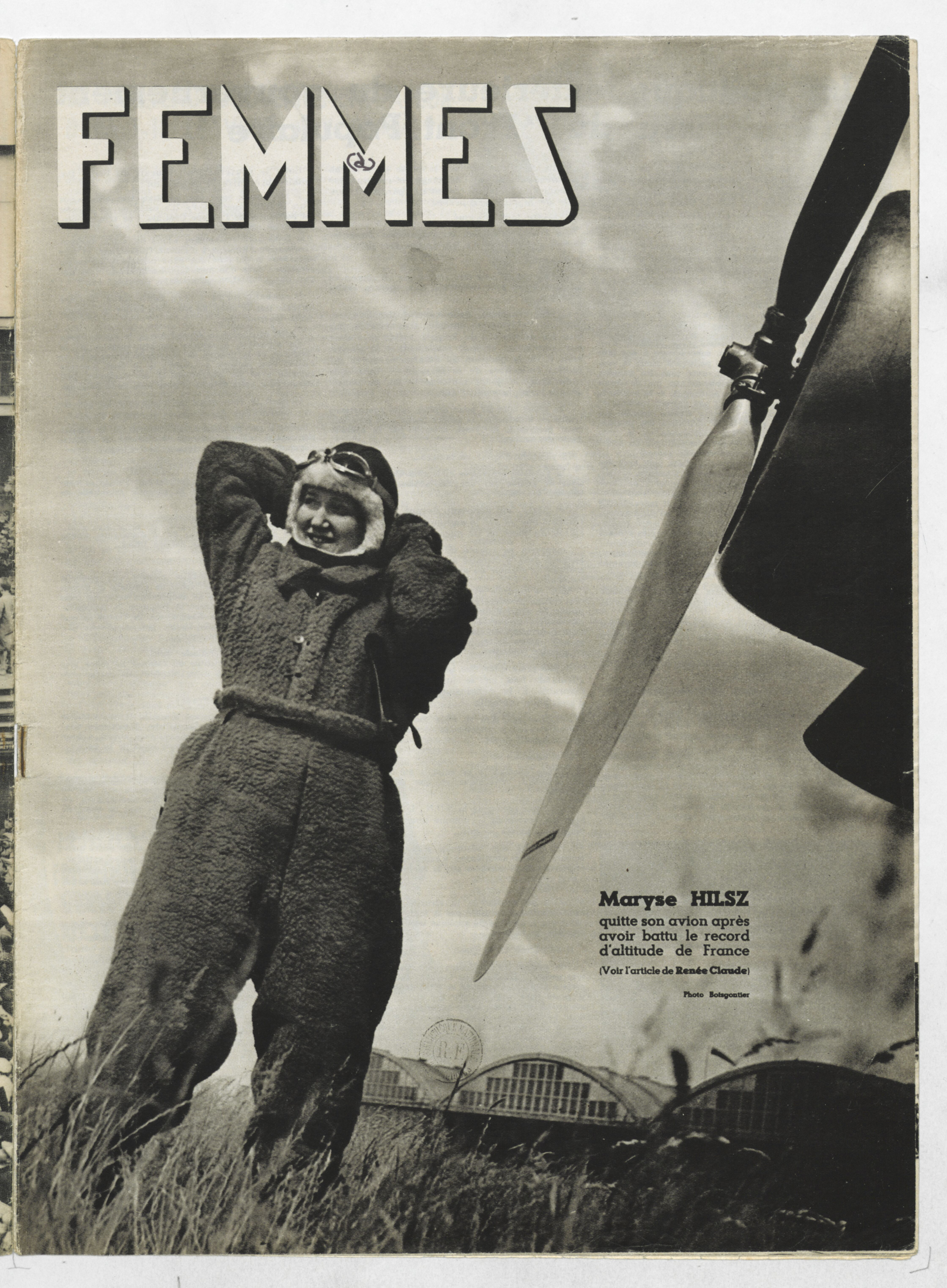
Maryse Hilsz devant son Potez 50 après son record mondial d'altitude en Une du magazine Les Femmes dans l'action mondiale.

Ces performances sont établies sans pressurisation et dans un habitacle ouvert, ce qui constitue les derniers records d'altitude dans cette configuration.

## Variantes
Quatre exemplaires de Potez 50 sont recensés, les n/c 2347, 2447, 2598 et 2599, selon la numérotation d'usine et déclinés en sept variantes.
- 50 A2 : avion militaire de reconnaissance.
- 501[9] : moteur Hispano-Suiza 12 Nb, 680 ch, n/c 2447.
- 502 : moteur Gnome et Rhône 14 Kbr, 740 ch, n°1 de record de vitesse (n/c 2447) et n°2 (n/c 2598).
- 503 : transformation de la variante 502 n°1 en monoplace d'entrainement pour la version n° 506 de record d'altitude, n/c 2598.
- 504[10] : moteur Salmson18 Ab, n/c 2598.
- 505 : installation du moteur Hispano-Suiza 14 Ha, probablement sur le n/c 2447.
- 506[11] : moteur  Gnome et Rhône 14 Kbrs, 840 ch, version de record, n/c 2347. Gustave Lemoine le fit voler à une altitude de 13 661 mètres à Villacoublay le 28 septembre 1933. Ce fut alors le record d’altitude.

## Utilisateurs
- France : Société des Aéroplanes Henry Potez

## À  voir
- Bruno Parmentier, Aviafrance, 2004, Potez 50 1930 Observation [lire en ligne], Potez 501, 1932, Observation [lire en ligne] et Potez 506 1933 Record [lire en ligne]
- ACAM (Association des anCiens et des Actifs des sociétés Messier), Image Pub Messier Potez-50-record-altitude-L Aeronautique 1933.jpg

### Images
- Plans Richard.ferriere.free.fr potez506 -
- Affiche publicitaire Messier sur le record mondial d'altitude (Au centre et à droite). ANCIENNES PUBLICITES MESSIER, Association des Anciens Cadres et Assimilés des sociétés Messier (ACAM)-